# Ryōtei

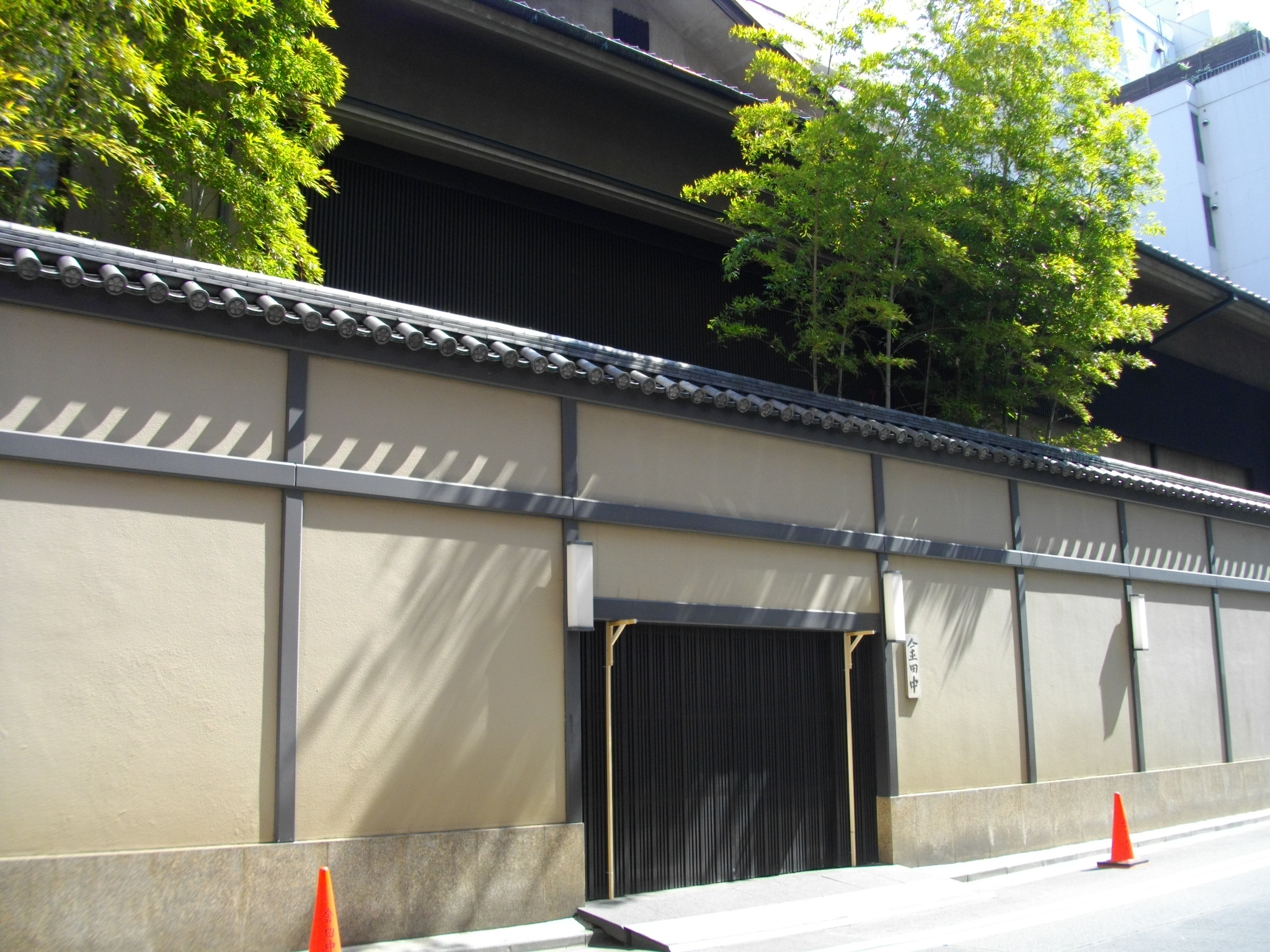
Entrée du Kanetanaka, un célèbre ryōtei situé à Tokyo.

Un ryōtei (料亭) est un type de restaurant japonais luxueux, discret, fonctionnant généralement par cooptation.

## Description
Le fonctionnement d'un ryōtei diffère d'un restaurant de haute cuisine occidental, un accent particulier étant mis sur la sélection de la clientèle et la discrétion de leur accès, de leur façade et de leur personnel. La clientèle est généralement cooptée par des habitués, permettant ainsi à des hommes d'affaires ou des hommes politiques de se retrouver discrètement pour des réunions informelles éventuellement autour d'un repas dans une ambiance potentiellement discrète et feutrée.

## Histoire

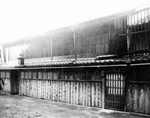
Le ryōtei Kaigaro en 1875.

Ces endroits étaient connus autrefois pour être un lieu de tenue des banquets nommés zashiki où des geishas avaient pour rôle de divertir leurs clients, en dansant et en jouant des airs traditionnels, ou simplement en discutant et en jouant à divers jeux de société ; l'argent dépensé dans ces soirées excédait les 100 000 yens. De nos jours, ces pratiques tombent peu à peu en désuétude : les tenanciers comme les geishas s'ouvrent à une clientèle moins huppée, parfois même étrangère.
Au long de l'histoire du Japon, le terme a aussi désigné des établissements où des femmes offraient divers services sexuels aux clients.
Parmi les réunions les plus célèbres qui se sont tenues dans des ryōtei, on peut citer la Conférence d'Osaka de 1875 qui s'est déroulée au ryōtei Kaigaro, encore en activité de nos jours.